# Skidway Lake (Míchigan)
Skidway Lake es un lugar designado por el censo ubicado en el condado de Ogemaw en el estado estadounidense de Míchigan. En el Censo de 2010 tenía una población de 3392 habitantes y una densidad poblacional de 111,16 personas por km².

## Geografía
Skidway Lake se encuentra ubicado en las coordenadas 44°11′40″N 84°2′48″O / 44.19444, -84.04667. Según la Oficina del Censo de los Estados Unidos, Skidway Lake tiene una superficie total de 30.52 km², de la cual 29.24 km² corresponden a tierra firme y (4.19%) 1.28 km² es agua.

## Demografía
Según el censo de 2010, había 3392 personas residiendo en Skidway Lake. La densidad de población era de 111,16 hab./km². De los 3392 habitantes, Skidway Lake estaba compuesto por el 94.84% blancos, el 0.41% eran afroamericanos, el 1.47% eran amerindios, el 0.21% eran asiáticos, el 0% eran isleños del Pacífico, el 0.15% eran de otras razas y el 2.92% pertenecían a dos o más razas. Del total de la población el 2.06% eran hispanos o latinos de cualquier raza.